# Amy Meyer
Amy Meyer (ur. 19 września 1981) – australijska judoczka. Startowała w Pucharze Świata w latach 2009 i 2012-2015. Brązowa medalistka igrzysk wspólnoty narodów w 2014. Wicemistrzyni Oceanii w 2015 i trzecia w 2014. Wicemistrzyni Australii w 2008, 2009 i 2015 roku.